# 王壽昌
王壽昌（？—？），號曉齋，江苏高邮人。工詩能文，為清官費留法學生，著有《曉齋詩文稿》、《曉齋遺稿》等書。為鼓勵好友林紓走出喪偶之痛，與其合譯小仲馬之《茶花女》，乃林紓翻譯事業之始。
道光二十五年二月廿三，由河南开归陈许道道员升任廣西按察使。道光二十五年罢。
臺灣著名小說家王文興為其後代。